# Aiello del Sabato
El pequeño municipio o comuna de Aiello del Sabato, con una población de 3.700 habitantes, surge en una zona de colinas en la provincia de Avellino, en la región italiana de Campania.

## Etimología del nombre
El término Aiello viene del latín agellus, diminutivo de ager (campo). El agregado "del Sabato" hace referencia al río Sabato que se encuentra en las cercanías. Hasta el 1863 el lugar era llamado Aiello del Sebeto por un error de confusión entre el río Sebeto (que se encuentra en Nápoles) y el río Sabato.

## Historia
Algunas ruinas arqueológicas hacen pensar que los orígenes tengan su base en el período paleolítico y sobre todo en época romana. Todas las poblaciones de las colinas de los alrededores de Avellino fueron originariamente mansiones romanas o casas donde se refugiaban los habitantes que huían de la ciudad durante las invasiones longobardas. 
Los primeros documentos resalen al 1045 cuando se hace mención de una donación del príncipe de Benevento, a pedido del conde de Avellino, su pariente, que concedía al clérigo Rodelferio, señor feudal de la zona, el privilegio de la recolección de los impuestos y el de emanciparse y transformarse en ente jurídico y administrativo autónomo. 
El pueblo después fue pasando de mano en mano entre señores feudales: Gesualdo (1160), Capece di Serpico (1184), Guido de Monfort (1269), Bernardo Scillato (1285), Filippo Stendardo (1310), Roccapianola (1420), Raimondo Orsini, conde de Nola (1462), Orso Orsini (1500), Conde Castriota de Atripalda (1513), Caracciolo (1557), Pallavicino de Génova (1559) y, nuevamente, de los Caracciolo (1564) que la mantuvieron hasta el 1806. Según una leyenda Juana de Anjou, reina de Nápoles, encantada por la belleza del lugar habitó en el palacio Ricciardelli, el centro medieval. Si bien este fue dañado por el terremoto ocurrido en 1980 es aún hoy un testimonio de la arquitectura y del arte de la zona.

## Demografía
| Gráfica de evolución demográfica de Aiello del Sabato entre 1861 y 2001 |
|                                                                         |
| Fuente ISTAT - elaboración gráfica de Wikipedia                         |